# 아제르바이잔의 여자 배우 목록
다음은 아제르바이잔의 여자 배우 목록이다.

## 가
- 나르길레 게리보바

## 나
- 아이셀 나짐

## 다
- 쿠브라 다다쇼바

## 라
- 파야다 라친

## 마
- 알마즈 무스타파예바

## 바
- 아파크 바시르크즈
- 아이귄 바이라모바
- 브릴리안트 바바예바

## 사
- 굴나르 살마노바
- 엘미라 샤바노바
- 에스미랄다 샤바조바
- 아르주 슈샤노바

## 아
- 알마즈 아마노바
- 알마즈 아스케로바
- 바하 압둘라예바
- 뵈윅사님 엘리예바

## 자
- 바스티 자파로바

## 카
- 딜라라 카즈모바
- 아이귄 카즈모바

## 타
- 알리예 테레굴로바

## 파
- 아말리아 파나하바
- 알라 파노바

## 하
- 아이베니즈 하슈모바
- 엘미라 하심자데
- 아이다 휘세이노바